# Frederick Brooks
Frederick Phillips Brooks (19. dubna 1931 Durham, Severní Karolína, USA – 17. listopadu 2022, Chapel Hill) byl americký informatik. 
Je známý jako vedoucí vývoje operačního systému OS/360 (v IBM), o jehož vzniku napsal knihu The Mythical Man-Month. Zabýval se také virtuální realitou a molekulární grafikou. V roce 1999 dostal Turingovu cenu za významné příspěvky v oblasti architektury počítačů, operačních systémů a softwarového inženýrství.